# Монро Тауншип (округ Вайомінг, Пенсільванія)
Монро Тауншип (англ. Monroe Township) — селище (англ. township) в США, в окрузі Вайомінг штату Пенсільванія. Населення — 1668 осіб (2020).

## Демографія
Згідно з переписом 2010 року, у селищі мешкали 1652 особи в 674 домогосподарствах у складі 466 родин. Було 732 помешкання
Расовий склад населення:
| - 98,4 % — білих - 0,7 % — чорних або афроамериканців - 0,2 % — азіатів |

До двох чи більше рас належало 0,7 %. Частка іспаномовних становила 1,0 % від усіх жителів.
За віковим діапазоном населення розподілялося таким чином: 20,4 % — особи молодші 18 років, 63,7 % — особи у віці 18—64 років, 15,9 % — особи у віці 65 років та старші. Медіана віку мешканця становила 42,8 року. На 100 осіб жіночої статі у селищі припадало 102,5 чоловіків;  на 100 жінок у віці від 18 років та старших — 97,7 чоловіків також старших 18 років.
Середній дохід на одне домашнє господарство  становив 61 859 доларів США (медіана — 43 281), а середній дохід на одну сім'ю — 72 149 доларів (медіана — 45 000). Медіана доходів становила 42 237 доларів для чоловіків та 30 833 долари для жінок. За межею бідності перебувало 15,2 % осіб, у тому числі 28,4 % дітей у віці до 18 років та 7,5 % осіб у віці 65 років та старших.
Цивільне працевлаштоване населення становило 705 осіб. Основні галузі зайнятості: освіта, охорона здоров'я та соціальна допомога — 19,9 %, роздрібна торгівля — 16,5 %, виробництво — 15,9 %.